# Ceràmica prehistòrica de Menorca

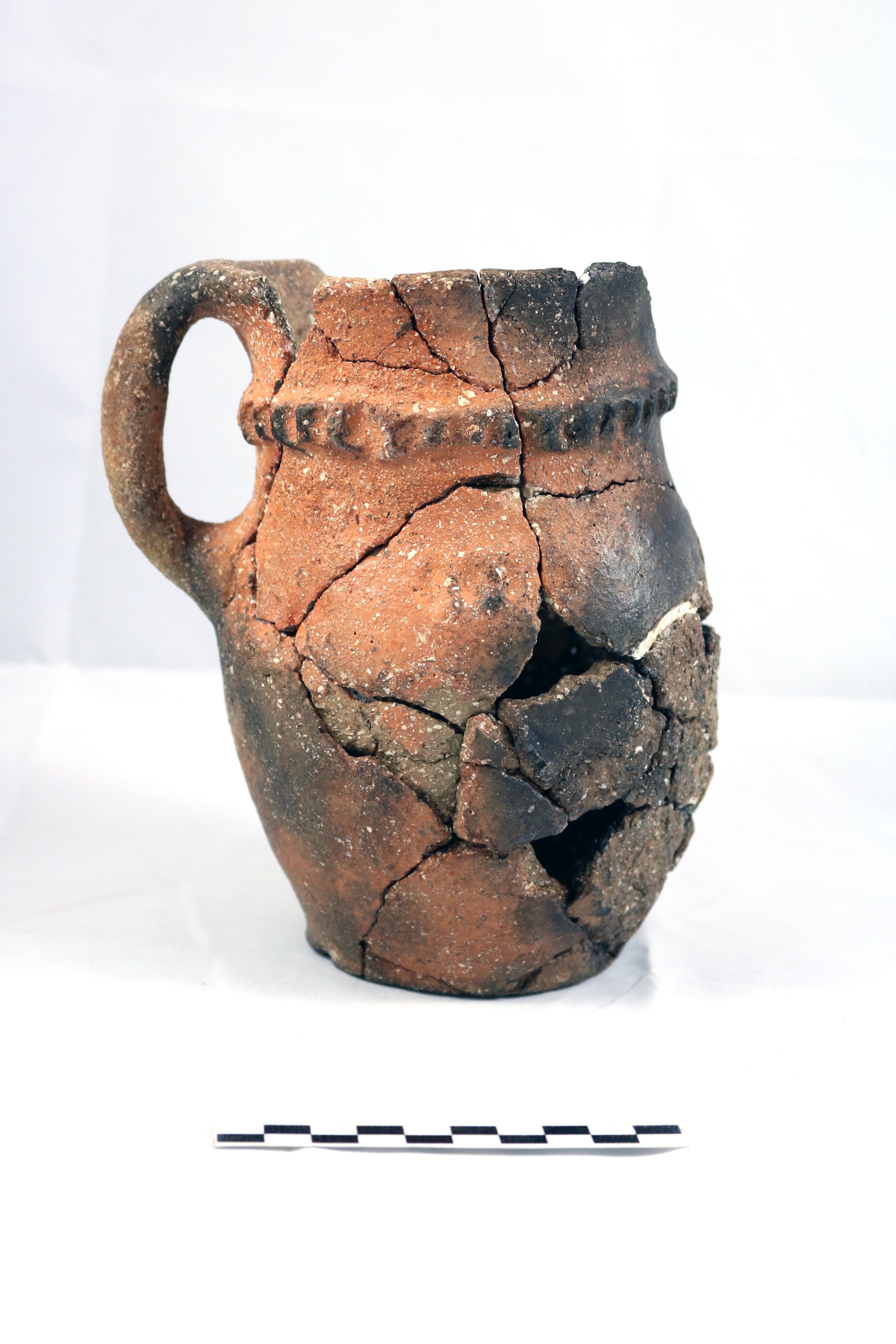
Gerra del talaiòtic final documentada al pati davanter del Cercle 6 de Torre d'en Galmés (Alaior, Menorca). Associació Amics del Museu de Menorca

La ceràmica prehistòrica de Menorca és un tipus de producció terrissera formada per tots aquells objectes ceràmics que es varen produir a l'illa de Menorca entre l'arribada dels primers humans, al voltant del 2300 aC, i la romanització, a partir del 123 aC. Aquests atuells presenten unes característiques que els diferencien de les produccions ceràmiques d'altres indrets.

## Història de les investigacions
Tot i que no hi ha hagut estudis globals sobre aquest tema, el fet que hi hagi diversos estudis de ceràmica inclosos dins les memòries d'excavacions arqueològiques, ha permès elaborar una classificació i un estudi incipient de la ceràmica en època prehistòrica a Menorca.
Aquest tema ja el varen tractar Vives Escudero i Hernández Mora a principis del segle XX amb la intenció de crear una visió de conjunt de les ceràmiques talaiòtiques. Aquesta tasca va ser represa a finals de segle per diversos investigadors arran de la gran quantitat d'excavacions arqueològiques que es varen realitzar en diferents jaciments publicant els seus resultats (Plantalamor, 1991; Plantalamor i López, 1983; Rosselló-Bordoy, 1980; Fernandez-Miranda, 1979; Plantalamor, 1976; Rita, 1981; Veny, 1976).
Posteriorment tota aquesta informació es va recollir i publicar conjuntament al tom dedicat a l'arqueologia de l'Enciclopèdia de Menorca. En aquesta obra es realitzà un treball de síntesi, utilitzant en part la informació de l'illa de Mallorca on el tema de la ceràmica va tenir un major interès per part dels investigadors. El treball redactat a l'Enciclopèdia se segueix utilitzant avui dia per tal de classificar la ceràmica pretalaiòtica i talaiòtica. S'hi parla de les pastes ceràmiques i de l'estudi de les formes pels diferents períodes. Tot i aquest magnífic estudi, el tema de la ceràmica talaiòtica segueix en constant investigació a manca de realitzar un autèntic estudi de sistematització i classificació.

## La ceràmica pretalaiòtica
La ceràmica pretalaiòtica es produeix des de l'arribada dels primers pobladors fins al moment d'abandó de les comunitats naviformes. En aquest moment es documenta una clara homogeneïtat entre les produccions produïdes a Menorca i les de l'illa de Mallorca, fet que planteja el fort lligam entre les comunitats d'ambdues illes.

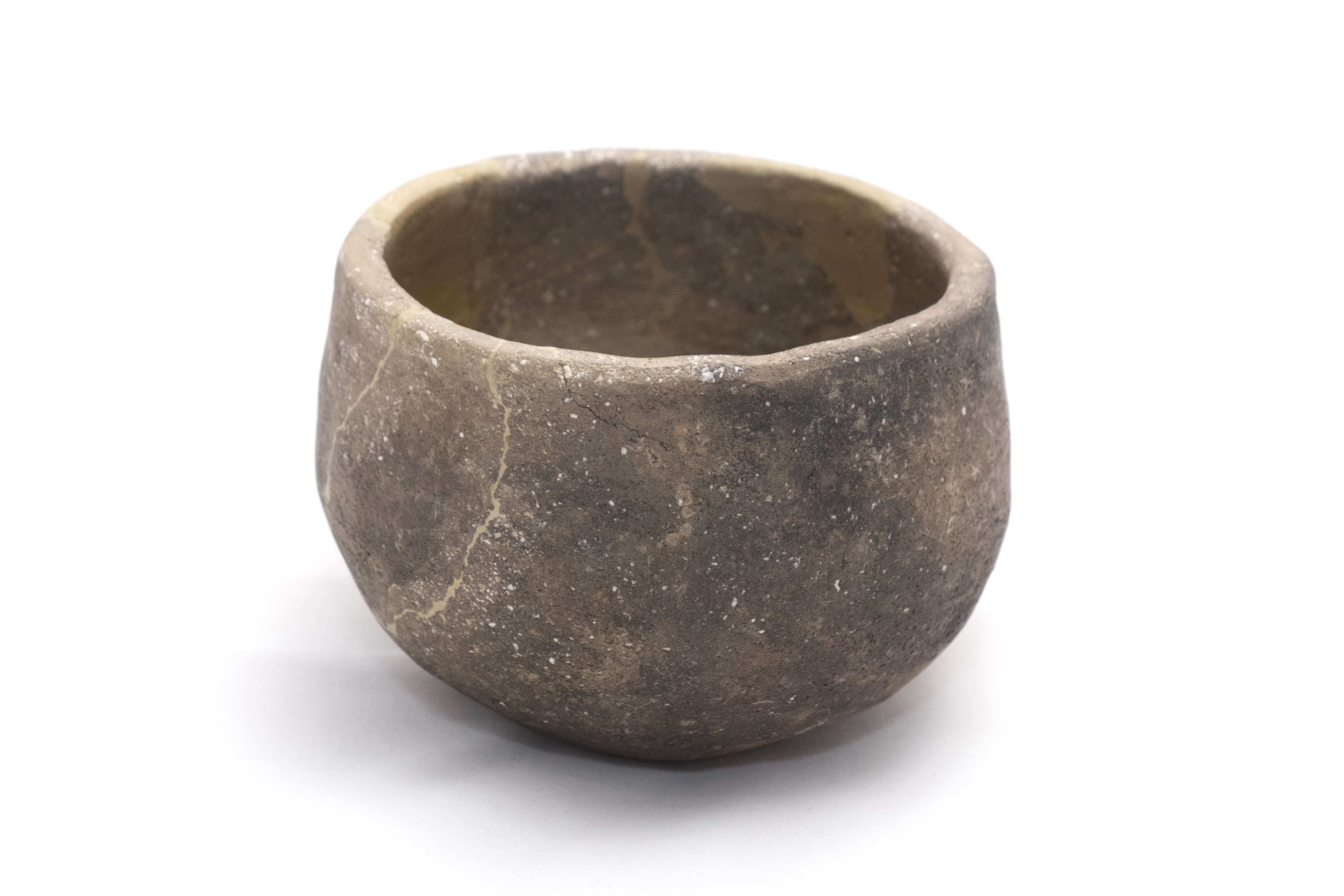
Bol pretalaiòtic documentat al sepulcre megalític de Ses Roques Llises (Alaior, Menorca). Museu de Menorca.

Seguint la classificació elaborada a l'Enciclopèdia de Menorca, les formes ceràmiques dins aquest període cultural són:
- Bols de forma esfèrica amb les parets bombades cap a l'interior o obertes cap a l'exterior.
- Vasos troncocònics de parets rectes o bombades (amb decoració incisa).
- Vasos globulars amb vora recta o girada cap a l'exterior.
- Globular amb nanses foradades generalment de boca reduïda.
- Globulars carenades, que són vasos globulars amb una carena en el punt d'unió entre el cos i la boca.
- Globulars de vora oberta o forma de tulipa.
- Horgen.

La pasta d'aquestes ceràmiques pretalaiòtiques acostuma a tenir una coloració grisosa, amb tonalitats marrons. El desgreixant pot ser molt fi o de dimensions més considerables depenent de la peça (com major és més grans són les partícules), ara bé la gran majoria respon a tipologia calcària.

## La ceràmica talaiòtica
La ceràmica talaiòtica es produeix des de finals del primer mil·lenni fins a l'arribada dels romans a les Balears l’any 123 aC. A causa del número més gran d'excavacions realitzades en assentaments d'aquest període cultural es coneix més que la ceràmica pretalaiòtica. Durant tot aquest llarg període, que englobaria l'etapa pròpiament talaiòtica i el talaiòtic final, es detecten canvis substancials, sobretot en el moment en el qual s'incrementa el contacte amb el món púnic a partir del segle v aC. En aquest moment apareixen produccions realitzades amb pastes talaiòtiques que imiten formes del món clàssic. Cal recordar que en aquest segon període cultural se segueix sense conèixer el torn i la ceràmica es produeix a mà.
Segons la classificació de l'Enciclopèdia de Menorca, les formes ceràmiques més documentades al període talaiòtic són:
- Àmfora pitoide: urnes de grans dimensions i coll diferenciat.
- Olles carenades: de vegades de grans dimensions i base plana amb perfil troncocònic.
- Olles globulars de coll diferenciat.
- Vasets globulars de coll diferenciat.
- Formatgera de ceràmica talaiòtica del poblat talaiòtic de Biniparratxet (Sant Lluís, Menorca). Museu de Menorca.Tians troncocònics.

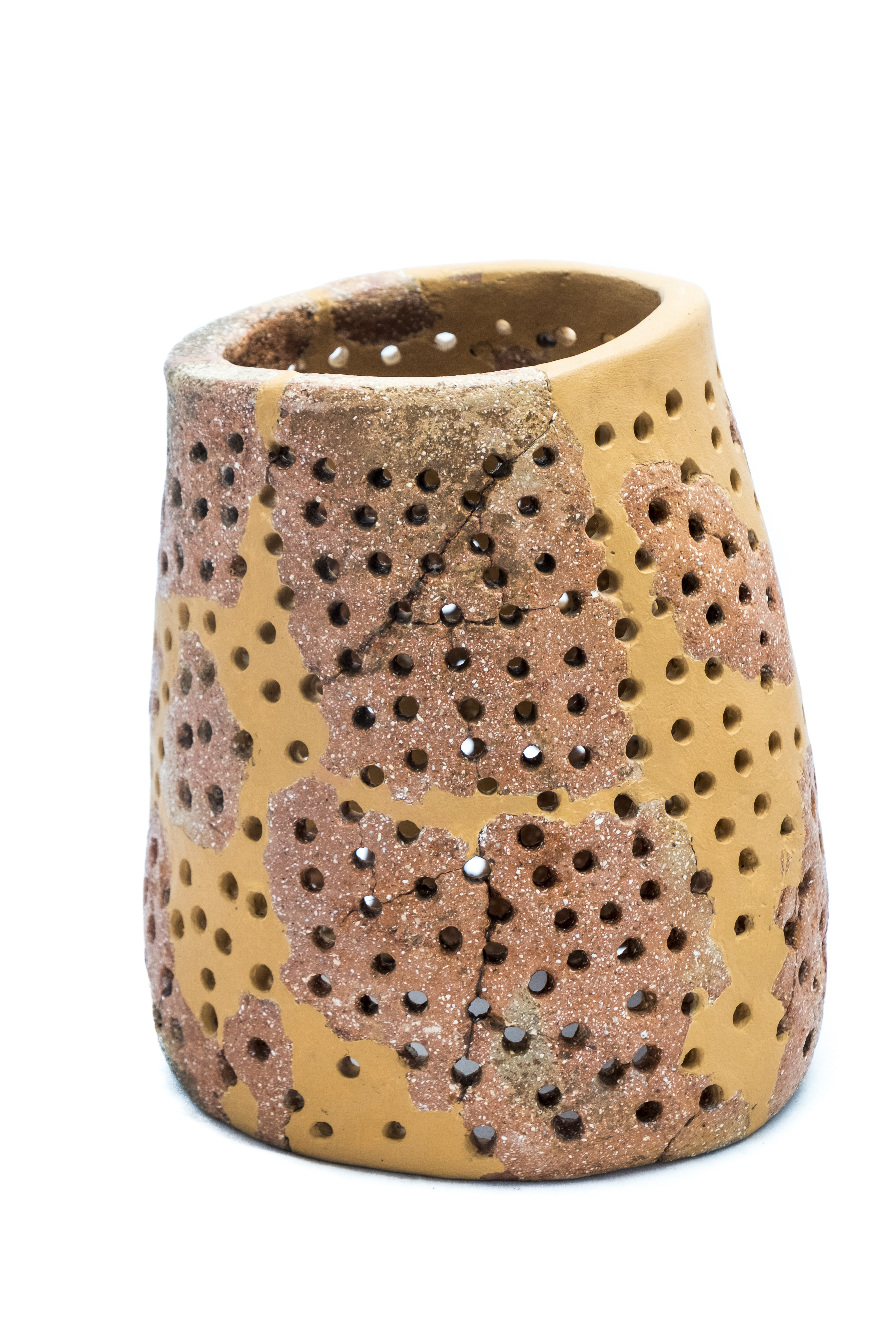
Formatgera de ceràmica talaiòtica del poblat talaiòtic de Biniparratxet (Sant Lluís, Menorca). Museu de Menorca.

- Copa de perfil troncocònic, amb peu diferenciat i boca de secció generalment triangular.
- Olles globulars de boca ampla.
- Gotets troncocònics.
- Vasos de perfil toneliforme o formes de bota.
- Vasets amb nanses laterals perforades.
- Peveters.

La pasta de la ceràmica talaiòtica presenta tonalitats diferents que van des del color negre al vermell (pot ser en una mateixa peça) i el desengreixant calcari sol ser més gran que en les ceràmiques pretalaiòtiques.
A diferència de les peces de la fase anterior, en les ceràmiques talaiòtiques són habituals les decoracions a base de línies incises paral·leles, que formen motius en forma d'espiga i altres formes abstractes. En alguns casos excepcionals s'ha conservat decoració pintada, que mostra motius semblants a la decoració incisa.

## Tècnica i producció
Tot i el gran nombre de restes ceràmiques documentades en les excavacions arqueològiques dels assentaments pretalaiòtics i talaiòtics, poc és el que es coneix sobre la producció de les ceràmiques en aquest període cultural.
El primer que cal destacar és que la ceràmica prehistòrica de Menorca és una ceràmica feta a mà. Els pobladors de l'illa no coneixien el torn fins a l'arribada dels romans, el més probable és que s'utilitzessin peces mòbils de fusta o pedra per produir les ceràmiques.
Pels fragments i peces recuperats en les excavacions, sembla que la principal tècnica de producció seria l'anomenada de “xurros”, sobretot en les peces de majors dimensions, tot i que seria possible que s'utilitzés a més a més una espècie de motlle/guia fet a partir de branques per mantenir la forma de la ceràmica. Un cop seca es podien treure sense cap problema. La majoria de peces presenten un acabat realitzat amb la tècnica del brunyit i/o de l'espatulat.

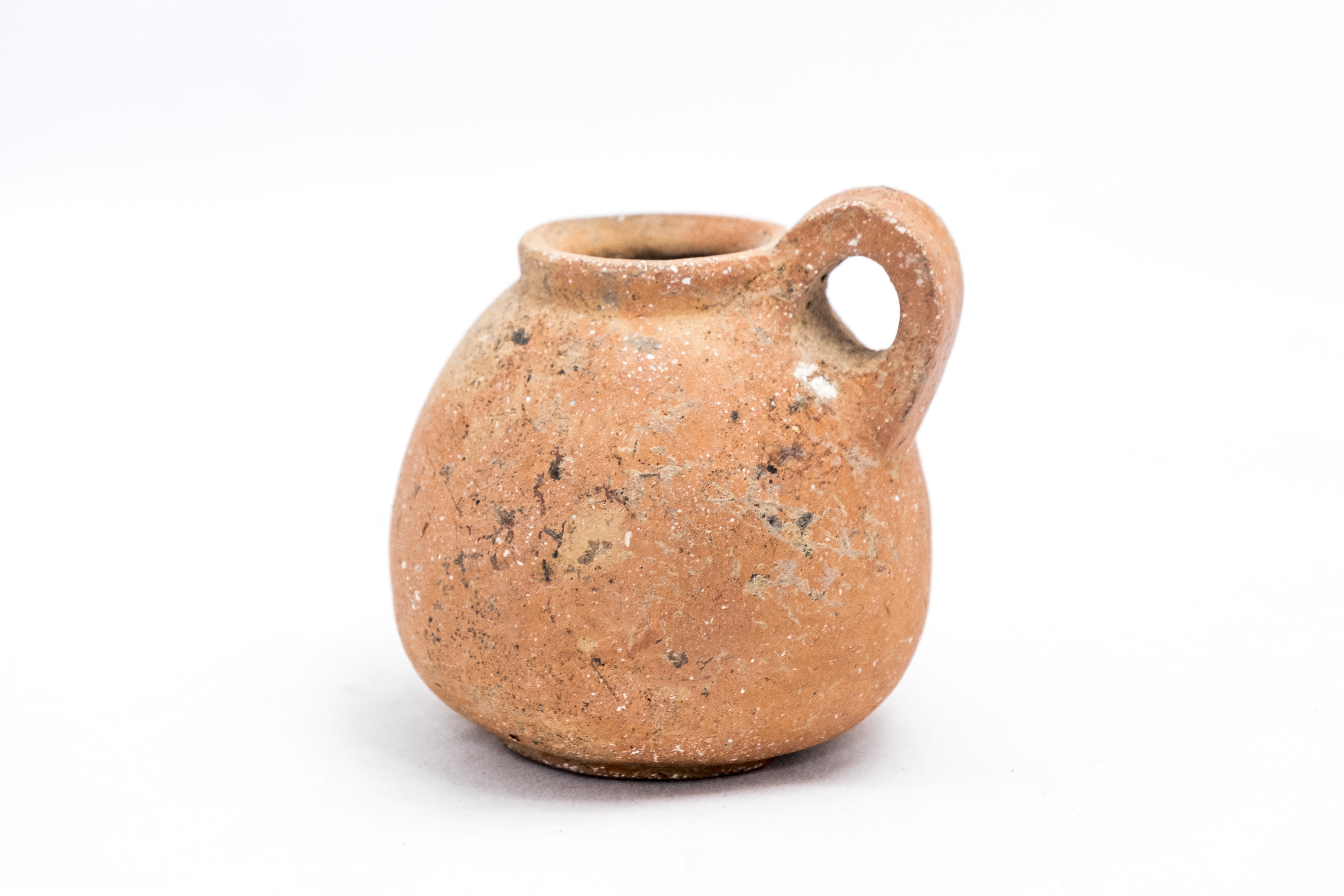
Gerreta del talaiòtic final trobada a Trepucó (Maó, Menorca). Museu de Menorca

Per acabar, resulta força curiós que no s'hagi detectat arqueològicament cap rastre del lloc on es produïen aquestes ceràmiques; el que podríem anomenar taller, on trobaríem el lloc de cuita i les possibles restes de males coccions, etc. Les diferents tonalitats (del negre al vermell) que presenten els recipients, tant en l'època pretalaiòtica com en la talaiòtica, ens indica una cocció fora de forn on les peces varen rebre més oxigen en unes zones (creant tonalitats vermelloses) que en altres (creant tonalitats més negres); aquest fet es produeix quan la ceràmica es cou en llocs que no són forns pròpiament dits. El més probable és que la ceràmica prehistòrica de Menorca es cogués en forats a l'aire lliure.

## Vegeu també

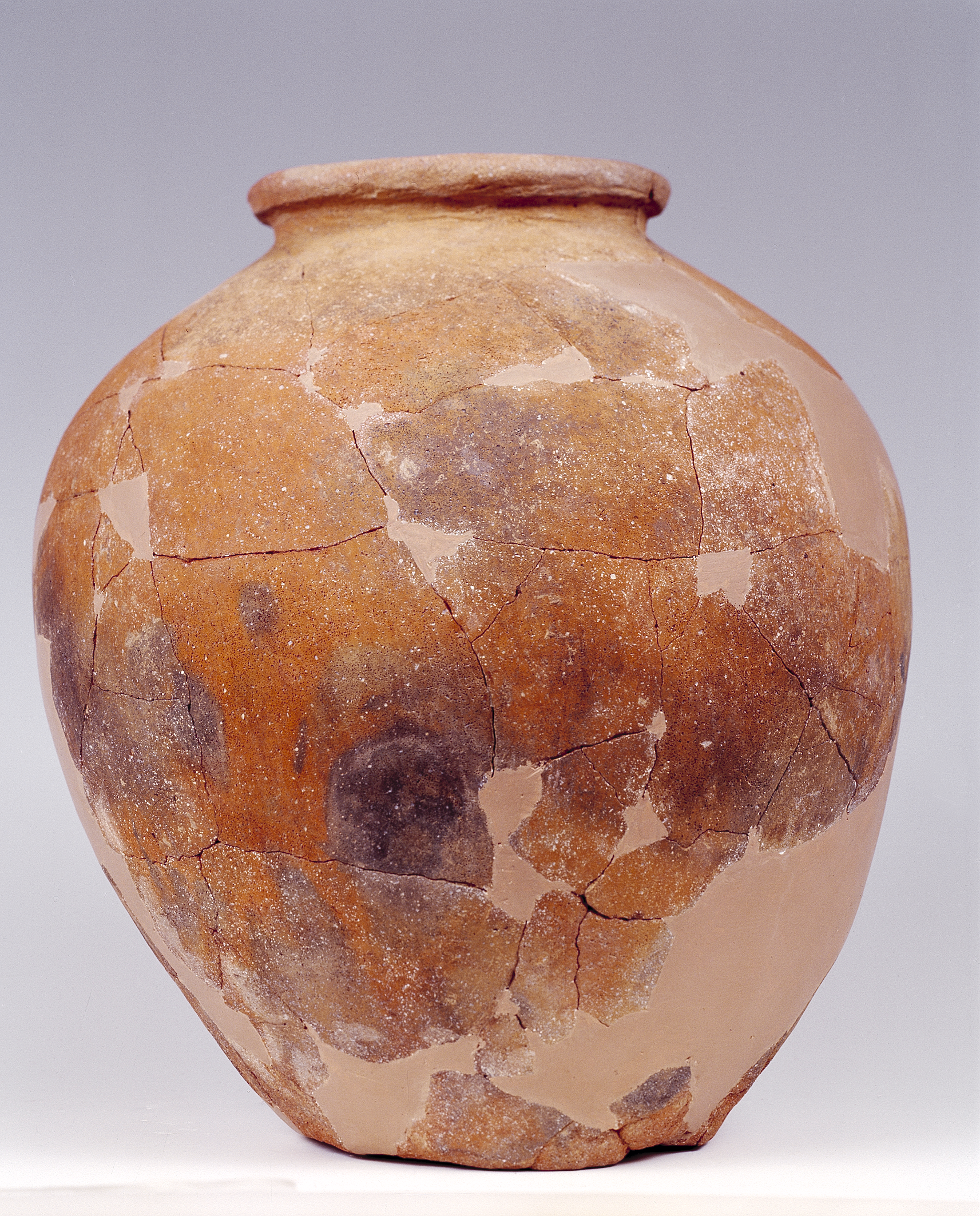
Contenidor talaiòtic de So na Caçana (Alaior, Menorca). Museu de Menorca